# Monongah, Marcinelle americana
Monongah, Marcinelle americana è un mediometraggio documentario scritto e diretto da Silvano Console. Il film tratta del Disastro di Monongah, il più grave incidente minerario della storia degli Stati Uniti, avvenuto il 6 dicembre 1907 a Monongah, nella Virginia Occidentale. Nell'incidente persero la vita forse 950 minatori, in maggioranza emigrati italiani: mai è stato accertato il numero delle vittime poiché i lavoratori non erano registrati dall'impresa. Il luttuoso evento è il disastro più cruento nella storia dei minatori italiani emigrati.

## Trama
La pellicola narra le vicende dei componenti della famiglia abruzzese dei Basile che, come milioni di connazionali, partirono dall'Italia fra il 1891 e il 1910 alla volta degli Stati Uniti, attratti dalla speranza di una vita migliore.

## Produzione
Il film, prodotto dalla Federazione italiana dei lavoratori emigrati e famiglie, con il contributo del consiglio regionale per l'emigrazione e l'immigrazione d'Abruzzo, ha attinto immagini storiche fornite dal Museo dell'Immigrazione di Ellis Island di New York, e da materiale fornito dal Museo dell'emigrazione italiana di Gualdo Tadino, dall'Istituto storico Ferruccio Parri di Bologna e dal museo Etnografico di Bomba.